# 織部流扶桑派
織部流扶桑派（おりべりゅうふそうは）は、茶道流派の一つ。
1955年（昭和30年）に京都で表千家の茶人であった見中斎米山（1878年（明治11年） − 1966年（昭和41年））によって創流。平成時代の後期に一時期「扶桑織部」とも称していた。

## 流祖見中斎米山
流祖見中斎は、臨済宗天龍寺派の末寺であった龍光山瑞光寺住職の中村宗僊の三男として生まれる。父宗僊は、表千家十一世碌々斎千宗左の高弟として活躍していた。宗僊は、米山に表千家の茶を教えた。建仁寺派管長竹田黙雷禅師に参禅、のちに興聖寺の住職となる日種譲山禅師と出会い、興聖寺を禅師とともに再建し、古田織部像を安置する。
また、古田織部を流祖に仰ぎ茶の湯の復興を志す。
1954年（昭和29年）までには清水寺大西良慶和上のもと、四頭茶礼を復興。建仁寺で行われている四頭茶会に先立つもので実際に建仁寺が四頭茶会を始める際には指導に出向いている。1955年（昭和30年）、南禅寺天授庵にて家元披露。織部流扶桑派を創流。1966年（昭和41年）、死去。

## 織部流諸派との関係
織部流を称する茶道流派がいくつか存在するが、それぞれ別の流派である。
織部流扶桑派は単独の流派であり、その他の織部流を称する茶道流派、織部流茶湯研究会 (温知会またその傘下の織部流庸庵) とは関わりがない。

## 点前の特徴
織部流扶桑派の特徴は「行を常とする」ことを旨としている。棗・茶杓・茶筅・茶碗はすべて直置きせず盆や台に載せる。
また、禅院で行われていた「四ツ頭茶礼」を正式に採用している。(詳細　流祖の項を参照)